# Daphnopsis alpestris
Daphnopsis alpestris är en tibastväxtart som först beskrevs av Gardn., och fick sitt nu gällande namn av George Bentham och Hook. f.. Daphnopsis alpestris ingår i släktet Daphnopsis och familjen tibastväxter. Inga underarter finns listade i Catalogue of Life.